# Domingo Manrique de Lara Peñate
Domingo Manrique de Lara Peñate (Las Palmas de Gran Canaria, Espanya 1962) és un regatista canari, guanyador d'una medalla olímpica.

## Biografia
Va néixer el 24 de febrer de 1962 a la ciutat de Las Palmas de Gran Canaria, capital de l'illa de Gran Canària.

## Carrera esportiva
Va participar, als 26 anys, en els Jocs Olímpics d'Estiu de 1988 realitzats a la ciutat de Seül (Corea del Sud), on finalitzà dissetè en la classe Soling al costat d'Antonio Gorostegui i Jaime Monjo. En els Jocs Olímpics d'Estiu de 1992 celebrats a Barcelona (Catalunya) aconseguí guanyar la medalla d'or en la classe Flying Dutchman al costat de Luis Doreste. En els Jocs Olímpics d'Estiu de 1996 realitzats a Atlanta (Estats Units) finalitzà vuitè en la classe Soling al costat de Luis Doreste i David Vera, aconseguint així un diploma olímpic. Finalment en els Jocs Olímpics d'Estiu del 2000 realitzats a Sydney (Austràlia) finalitzà quinzè en la classe Soling al costat de Manuel Doreste i Juan Luis Wood.
Al llarg de la seva carrera aconseguí guanyar dues medalles en el Campionat del Món de vela, destacant la medalla d'or aconseguida l'any 1995.